# Gran Premio Villamejor
El Gran Premio Villamejor, es uno de los grandes premios que se disputa desde 1941 en el Hipódromo de la Zarzuela de Madrid, durante la temporada de otoño, en el mes de septiembre. La carrera está destinada a potros y potrancas de tres años sobre una distancia de 2.800 metros. 
Es parte de la Triple Corona española para los potros junto al Gran Premio Cimera y al Gran Premio Villapadierna y es también parte de la Triple Corona española para las potrancas junto al Gran Premio Valderas y al Gran Premio Beamonte.

## Palmarés[1][2][3]
| Gran Premio Villamejor |                                                             |                                                             |                                                             |                                                             |                                                             |
| 2024                   | AZKAR (IRE)                                                 | Denisa Sikorová                                             | Óscar Anaya                                                 | Cuadra Martul                                               | 2800m                                                       |
| 2023                   | PAMPLONA (SPA)                                              | Václav Janáček                                              | Guillermo Arizcorreta                                       | Yeguada Rocío                                               | 2800m                                                       |
| 2022                   | WHITE KING (IRE)                                            | Václav Janáček                                              | Jorge Antonio Rodríguez                                     | Cuadra Martul                                               | 2800m                                                       |
| 2021                   | DOMI GO (IRE)                                               | Ricardo Sousa                                               | Román Martín Vidania                                        | Cuadra Martul                                               | 2800m                                                       |
| 2020                   | STELVIO (FR)                                                | Borja Fayos                                                 | José Calderón                                               | Cuadra Nanina                                               | 2800m                                                       |
| 2019                   | ELUAN (GB)                                                  | Jimmy Martin                                                | Román Martín Vidania                                        | Cuadra Martul                                               | 2800m                                                       |
| 2018                   | TREGUA (FR)                                                 | Ioritz Mendizábal                                           | Guillermo Arizkorreta                                       | Cuadra Aterpe                                               | 2800m                                                       |
| 2017                   | HIPODAMO DE MILETO (FR)                                     | Clément Cadel                                               | José Calderón                                               | Cuadra Nanina                                               | 2800m                                                       |
| 2016                   | AGAIN CHARLIE (FR)                                          | François Xabier Bertras                                     | Christian Delcher                                           | Cuadra Bloke                                                | 2800m                                                       |
| 2015                   | MUSIQUE SACREE (FR)                                         | José Luis Borrego                                           | Juan Carlos Rosell                                          | Cuadra Annua Racing                                         | 2800m                                                       |
| 2014                   | ARKAITZ (SPA)                                               | José Luis Martínez                                          | Francisco Rodríguez                                         | Cuadra Di Benisichi                                         | 2800m                                                       |
| 2013                   | ANDRY BRUSSELLES (FR)                                       | José Luis Martínez                                          | Christian Delcher                                           | Cuadra Bloke                                                | 2800m                                                       |
| 2012                   | AZAFATA (SPA)                                               | Jorge Horcajada                                             | Jesús López                                                 | Cuadra Chamartín                                            | 2800m                                                       |
| 2011                   | ACHTUNG (SPA)                                               | Óscar Ortiz de Urbina                                       | Roberto López                                               | Cuadra Enalto                                               | 2800m                                                       |
| 2010                   | PAZIFIKSTURM (GER)                                          | Ioritz Mendizábal                                           | Ana Imaz Ceca                                               | Cuadra Martul                                               | 2800m                                                       |
| 2009                   | KARLUV MOST (FR)                                            | Roberto Carlos Montenegro                                   | Xabier Thomas Demeaulte                                     | Cuadra Cholaica                                             | 2800m                                                       |
| 2008                   | FARAMIR (IRE)                                               | Julien Grosjean                                             | Mauricio Delcher Sánchez                                    | Cuadra Miranda                                              | 2800m                                                       |
| 2007                   | GIROFOLO (GER)                                              | Matías Borrego                                              | Juan Luis Maroto                                            | Cuadra Pinello                                              | 2400m                                                       |
| 2006                   | BANNABY (FR)                                                | Óscar Ortiz de Urbina                                       | Roberto López                                               | Cuadra Alberto Abajo                                        | 2600m                                                       |
| 2005 - 1997            | No se disputó debido al cierre del Hipódromo de la Zarzuela | No se disputó debido al cierre del Hipódromo de la Zarzuela | No se disputó debido al cierre del Hipódromo de la Zarzuela | No se disputó debido al cierre del Hipódromo de la Zarzuela | No se disputó debido al cierre del Hipódromo de la Zarzuela |
| 1996                   | BATU (SPA)                                                  | Sergio Vidal                                                | Mauricio Delcher Poulies                                    | Cuadra Montsia                                              | 2800m                                                       |
| 1995                   | EL CEREMONIOSO (SPA)                                        | José Luis Martínez                                          | Ioannes Osorio                                              | Cuadra Deleitosa-Cuéllar                                    | 2800m                                                       |
| 1994                   | GILIBERTO (GB)                                              | P. Gilson                                                   | D. Martínez                                                 | Cuadra Dos Hermanas                                         | 2800m                                                       |
| 1993                   | LAGUNA (SPA)                                                | K. Darley                                                   | Enrique Bedouret                                            | Cuadra Alborada                                             | 2800m                                                       |
| 1992                   | TOBA (IRE)                                                  | Florentino González                                         | Román Martín Sánchez                                        | Cuadra Madrileña                                            | 2800m                                                       |
| 1991                   | SIBARITO (IRE)                                              | Jorge Horcajada                                             | M. Vázquez                                                  | Cuadra Machín                                               | 2800m                                                       |
| 1990                   | CICLON (SPA)                                                | Gerard Chirurgien                                           | Ángel Imaz Beloqui                                          | Cuadra Ventorrillo                                          | 2800m                                                       |
| 1989                   | CANALETTO (SPA)                                             | Florentino González                                         | J. Cisternas                                                | Cuadra Puerto Rico                                          | 2800m                                                       |
| 1988                   | VICHISKY (GB)                                               | Ceferino Carrasco                                           | Miguel Alonso Gómez                                         | Cuadra Marquesa de Santa Cruz de Paniagua                   | 2800m                                                       |
| 1987                   | EL CRICRI (SPA)                                             | Olindo Mongelluzzo                                          | Mauricio Delcher Poulies                                    | Cuadra Machín                                               | 2800m                                                       |
| 1986                   | HUNTING STAR (SPA)                                          | Florentino González                                         | Juan Jesús Ceca                                             | Cuadra Almohaza                                             | 2800m                                                       |
| 1985                   | CHAYOTE (FR)                                                | John Reid                                                   | Juan Luis Maroto                                            | Cuadra Pérez del Amo                                        | 2800m                                                       |
| 1984                   | LORD OWEN (IRE)                                             | Ceferino Carrasco                                           | José Antonio Borrego                                        | Cuadra Asturias                                             | 2800m                                                       |
| 1983                   | MANOLA (SPA)                                                | Bienvenido Moreno                                           | Ángel Francisco Sánchez                                     | Cuadra Oliva-Sanz                                           | 2800m                                                       |
| 1982                   | INDIAN PRINCE (FR)                                          | Francisco Rodríguez                                         | José Antonio Borrego                                        | Cuadra Pharis                                               | 2800m                                                       |
| 1981                   | CARNAVAL (SPA)                                              | Claudio Carudel                                             | Manuel García                                               | Cuadra Hinaes                                               | 2800m                                                       |
| 1980                   | EL PAIS (GB)                                                | Román Martín Sánchez                                        | Julio César Martinez                                        | Cuadra Mendoza                                              | 2800m                                                       |
| 1979                   | ARROW (GB)                                                  | Ceferino Carrasco                                           | Juan Campos                                                 | Cuadra Salinas                                              | 2800m                                                       |
| 1978                   | CUATRO DOBLE (SPA)                                          | Florentino González                                         | Juan Rosell                                                 | Cuadra Dominó                                               | 2800m                                                       |
| 1977                   | EL SEÑOR (IRE)                                              | Román Martín Sánchez                                        | Ángel Penna Jr.                                             | Cuadra Mendoza                                              | 2800m                                                       |
| 1976                   | RHEFFISSIMO (FR)                                            | Paulino García                                              | Jesús Méndez                                                | Cuadra Cuadra Conde de Villapadierna                        | 2800m                                                       |
| 1975                   | DUAL SEA (SPA)                                              | Claudio Carudel                                             | Fulgencio de Diego                                          | Cuadra Rosales                                              | 2800m                                                       |
| 1974                   | CHACAL (IRE)                                                | Claudio Carudel                                             | Fulgencio de Diego                                          | Cuadra Rosales                                              | 2800m                                                       |
| 1973                   | ROCHETTO (SPA)                                              | Ceferino Carrasco                                           | Julián Abascal                                              | Cuadra Escorial                                             | 2800m                                                       |
| 1972                   | NARRALY (GB)                                                | Claudio Carudel                                             | Fulgencio de Diego                                          | Cuadra Rosales                                              | 2800m                                                       |
| 1971                   | TERBORCH (SPA)                                              | Román Martín Sánchez                                        | Francisco Galdeano Torres                                   | Yeguada Arnús                                               | 3000m                                                       |
| 1970                   | SANSON (SPA)                                                | Ceferino Carrasco                                           | Fulgencio de Diego                                          | Cuadra Rosales                                              | 3000m                                                       |
| 1969                   | ANAMUR (SPA)                                                | Román Martín Sánchez                                        | Jesús Méndez                                                | Yeguada Ipintza                                             | 2400m                                                       |
| 1968                   | GALA II (SPA)                                               | Cristóbal Medina                                            | Fernando Sanz                                               | Yeguada Militar                                             | 2700m                                                       |
| 1967                   | FERIAL (SPA)                                                | Román Martín Sánchez                                        | Jesús Méndez                                                | Yeguada Ipintza                                             | 2700m                                                       |
| 1966                   | RELTAJ (FR)                                                 | José Antonio Borrego                                        | Jesús Méndez                                                | Cuadra Conde Villapadierna                                  | 2700m                                                       |
| 1965                   | NAVALCAN (SPA)                                              | Ceferino Carrasco                                           | Francisco Galdeano                                          | Yeguada Arnús                                               | 2700m                                                       |
| 1964                   | PANCHO (SPA)                                                | Jean Claude Majerus                                         | Juan Jesús Ceca                                             | Cuadra José Gandarias                                       | 2700m                                                       |
| 1963                   | BUD (SPA)                                                   | Simón Figueroa                                              | Álvaro Díez                                                 | Cuadra Dos Estrellas                                        | 2700m                                                       |
| 1962                   | TOKARA (SPA)                                                | Claudio Carudel                                             | Jesús Méndez                                                | Cuadra Ramón Beamonte                                       | 2700m                                                       |
| 1961                   | VIK (SPA)                                                   | Claudio Carudel                                             | Jesús Méndez                                                | Cuadra Ramón Beamonte                                       | 2700m                                                       |
| 1960                   | RAIWA (SPA)                                                 | Adolfo Barderas                                             | Jesús Méndez                                                | Cuadra Ramón Beamonte                                       | 2700m                                                       |
| 1959                   | ANADOLI (FR)                                                | René Schütz                                                 | Álvaro Díez                                                 | Cuadra R. y L. de la Peña                                   | 2700m                                                       |
| 1958                   | EDNA (ITY)                                                  | Antonio Balcones                                            | Jesús Méndez                                                | Cuadra Ramón Beamonte                                       | 2700m                                                       |
| 1957                   | MENARA (SPA)                                                | José Perelli                                                | Federico García                                             | Cuadra Ramón Beamonte                                       | 2700m                                                       |
| 1956                   | RAPAZ (SPA)                                                 | Juan Manuel Méndez                                          | Fernando Gazapo                                             | Yeguada Militar                                             | 2500m                                                       |
| 1955                   | ARTICUZA (SPA)                                              | Carlos Díez                                                 | Vicente Díez                                                | Yeguada Higares                                             | 2500m                                                       |
| 1954                   | TOURAGUA (SPA)                                              | Ponciano Polo                                               | Georges Higson                                              | Cuadra Conde Villapadierna                                  | 2200m                                                       |
| 1953                   | CALESA (SPA)                                                | Pedro Hernández                                             | Juan Luis Barreiro                                          | Cuadra Arnus-Gamazo                                         | 2200m                                                       |
| 1952                   | EDERRA (SPA)                                                | Carlos Díez                                                 | Vicente Díez                                                | Cuadra Juan Galobart                                        | 2200m                                                       |
| 1951                   | TURANDOT II (SPA)                                           | José Perelli                                                | Francisco Cadenas                                           | Yeguada San Jorge                                           | 2400m                                                       |
| 1950                   | RACA (SPA)                                                  | Máximo Beguiristain                                         | José Cruz Díaz Masa                                         | Yeguada Figueroa                                            | 2400m                                                       |
| 1949                   | PETAVY (FR)                                                 | Álvaro Díez                                                 | Francisco Cadenas                                           | Cuadra Tomás de Ybarra                                      | 2400m                                                       |
| 1948                   | INDAUCHU (SPA)                                              | José Perelli                                                | Santiago Gallego                                            | Cuadra Andrés Covarrubias                                   | 2400m                                                       |
| 1947                   | BARATISSIMA (IRE)                                           | Carlos Díez                                                 | Georges Higson                                              | Cuadra Conde de Villapadierna                               | 2400m                                                       |
| 1946                   | AYETE (SPA)                                                 | Juan Manuel Méndez                                          | José Cruz Díaz Masa                                         | Yeguada Figueroa                                            | 2400m                                                       |
| 1945                   | FANDANGUILLO (SPA)                                          | Victoriano Jiménez                                          | Emilio López de Letona                                      | Yeguada Militar                                             | 2400m                                                       |
| 1944                   | RECHERCHE (IRE)                                             | Álvaro Díez                                                 | Georges Higson                                              | Cuadra William Wyndham Torre Torr                           | 2400m                                                       |
| 1943                   | VELAZQUEZ (SPA)                                             | Álvaro Díez                                                 | Georges Higson                                              | Cuadra Marqués de San Damian                                | 2400m                                                       |
| 1942                   | CAMPRODON (SPA)                                             | Victoriano Jiménez                                          | Emilio López de Letona                                      | Yeguada Militar                                             | 2400m                                                       |
| 1941                   | HEBECOURT (FR)                                              | Álvaro Díez                                                 | Georges Higson                                              | Cuadra Conde de Romanones                                   | 2400m                                                       |